# Juri Wassiljewitsch Arsenjew

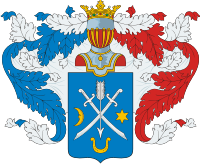
Wappen derer von Arseniew (Kurland)

Juri Wassiljewitsch Arsenjew (russisch Юрий Васильевич Арсеньев; * 3. Februar 1857 in Sankt Petersburg; † 4. Februar 1919 in Moskau) war ein russisch-baltischer Adeliger und Wirklicher Staatsrat im Russischen Kaiserreich. Er war Kammerherr,  Genealoge, Heraldiker und Professor.

## Leben
Seine militärische Ausbildung begann als Gardemarin im Kadetten-Korps der kaiserlich-russischen Marine. Befördert zum Mitschman nahm er an mehreren Expeditionen und Schiffsreisen statt. Als er 1877 in den Vereinigten Staaten weilte, wurde er zum korrespondierenden Mitglied in die American Geographical Society gewählt. Danach diente er als Seeoffizier in der Donau-Flottille und war 1878 während der  Österreichisch-Ungarischen Verwaltung Bosniens und der Herzegowina eingesetzt. Letztlich war er Gardeoffizier und verließ 1883 das Militär.
Von 1884 bis 1898 war er in örtlichen Institutionen des Gouvernements Tula tätig und war seit 1888 Sprecher in der Landschaftsvertretung, zudem bekleidete er von 1888 bis 1890 das Amt des Ehren- und Friedensrichter, dem Мировой суд im Bezirk Nowosilsky. Hier entwickelte sich auch seine Interesse für die Lokalgeschichte, er durchforschte Archive und veröffentlichte Dokumente über die Geschichte Russlands im 17. Jahrhundert. Von 1898 bis 1919 diente er als erster Direktor der Rüstkammer des Moskauer Kremls und entwarf einen Leitfaden. Ab 1907 war er Professor am Moskauer Archäologischen Institut und gab Vorlesungen und Kurse über Heraldik und Genealogie. In dieser Zeit verfasste er mehrere Monografie zur Geschichte der Heraldik und der Standardtheorie. 1910 war er Ausschussmitglied zur Frage der russischen Nationalfarben.

## Auszeichnungen
Für seine Verdienste und in Anerkennung für seine Leistungen wurde er mit dem Sankt-Stanislaus-Orden (3. Klasse) und dem Orden des Heiligen Wladimir (3. Klasse) dekoriert. Er wurde mit der Silbermedaille der Russischen Geographischen Gesellschaft für die Veröffentlichung des Reisetagebuchs nach China N. Spafari (Februar 1883) ausgezeichnet.

## Werke
J. W. Arsenjew war der Autor einer Reihe von Artikeln über die Geschichte der Heraldik, Flaggen und Bannern. Er entwickelte Konzepte zum Heraldikverständnis und eine Methodik zur Quellenforschung und vergleichender Analyse von Bannern.
- Über den Ursprung der „Legenden des großen Flusses Amur“. - SPb., 1883;
- Neue Daten zum Dienst von Nikolai Skafariya in Russland (1671–1708). - M., 1900;
- Prinz Nikita Ivanovich Odoyevsky, der mittlere Bojar und seine Korrespondenz mit dem Erbe von Galich (1650–1684). - M., 1902;
- Zur Geschichte der Antiquitäten der Waffenkammer. - M., 1902;
- Waffenanordnung unter Zar Michail Fedorovich: Material aus dem Archiv der Rüstkammer. - SPb., 1903;
- Zur Geschichte des Rüstungsordens im 17. Jahrhundert. - SPb., 1904;
- Heraldik Vorträge im Moskauer Archäologischen Institut in den Jahren 1907–1908. - M .: TERRA - Book Club, 2001. - 384 p. - ISBN 5-275-00257-2.
- „Vom Erfahrenen“. Tagebuch eines Matrosen an der Donau und auf der Landreise in den Balkan (1877–1878). - BP, 1909, Nr. 6/7,
- Beschreibung von Moskau und des Staates Moskau: Laut einer nicht veröffentlichten Liste der Kosmographien vom Ende des 17. Jahrhunderts. - M., 1911;
- Über heraldische Banner in Verbindung mit der Frage nach den Staatsfarben des alten Russlands. - SPb., 1911;
- Über Banner mit heraldischen Bildern der russischen Armee des 17. Jahrhunderts. Smolensk, 1911;
- Auf die Frage nach der weißen Farbe des Königsbanners, die vor dem Beginn des 18. Jahrhunderts in Russland existierte. - SPb., 1911;
- Einige zusätzliche Anmerkungen zum Thema maritime Nationalflaggen. - SPb., 1911;
- Dedilov und sein Distrikt militärisch auf unveröffentlichte Akte des 17. Jahrhunderts. - Kiew 1913;
- Dedils verlassene Bücher des 17. Jahrhunderts (1664–1702). - Tula, 1915

## Herkunft und Familie
J. W. Arsenjew stammte aus dem russisch-baltischen Adelsgeschlecht Arsenjew, er war der Sohn des Wirklichen Geheimen Rates Wassili Sergejewitsch Arsenjew (1829–1915), der mit Natalie Dolgoruky (1830–1902) verheiratet war. Seine Brüder waren Sergej Wassiljewitsch Arsenjew (1854–1922) und Iwan Wassiljewitsch Arsenjew (1862–1930). Juri Wassiljewitsch heiratete Olga Lvovna Volkov (1861–1940).